# Filibello
(Filibello, Bianco Natale)
Filibello, nome d'arte di Filippo Bellobuono (Milano, 16 ottobre 1900 – Tokyo, 1º gennaio 1995), è stato un paroliere, giornalista e compositore italiano.

## Biografia
Dopo la laurea in lettere inizia l'attività di giornalista; occupandosi spesso di spettacolo, entra in contatto con il mondo dell'editoria musicale, ed inizia a scrivere testi per canzoni iscrivendosi alla Siae con lo pseudonimo Filibello (le prime lettere del suo nome unite con quelle del cognome).
I suoi maggiori successi li ottenne nel dopoguerra, con Vecchie mura (che partecipò al Festival di Sanremo 1952, interpretata da Achille Togliani), Vicino a tte che partecipò al Festival di Napoli 1961, E si nun fosse vero?, scritta con Pinchi e Gino Ingrosso, che partecipò al Festival di Napoli 1964 e A New Orleans, successo di Adriano Celentano (che nel 1963 diede anche il titolo al suo quarto LP).
Ma il suo testo più noto è quello di Bianco Natale, cover di White Christmas, successo scritto da Irving Berlin e cantato da Bing Crosby.
Nel 1965 si trasferisce a Marina di Massa, abbandonando Milano, e lascia l'attività nel mondo musicale.

## Canzoni scritte da Filibello
| Anno | Titolo                        | Autori del testo                                | Autori della musica                             | Interpreti                       |
| ---- | ----------------------------- | ----------------------------------------------- | ----------------------------------------------- | -------------------------------- |
| 1946 | Ho lasciato il paese del cuor | Filibello                                       | Jacques René Breux                              | Nilla Pizzi e Oscar Carboni      |
| 1952 | Vecchie mura                  | Filibello                                       | Pier Emilio Bassi                               | Achille Togliani                 |
| 1954 | Callisto il pittore           | Filibello, Giovanna Colombi e Pier Emilio Bassi | Filibello, Giovanna Colombi e Pier Emilio Bassi | Achille Togliani                 |
| 1958 | Cocco bello                   | Filibello                                       | Enzo Di Paola e Fred Buscaglione                | Fred Buscaglione                 |
| 1960 | Bevo                          | Filibello                                       | Aldo Valleroni e Pietro Faleni                  | Jimmy Fontana                    |
| 1961 | Tempesta                      | Filibello                                       | Giovanni D'Anzi                                 | Luciano Virgili                  |
| 1961 | Vicino a tte                  | Filibello                                       | Ciro Arciello                                   | Ruggero Cori e Giorgio Consolini |
| 1961 | Lettera d'amore               | Filibello                                       | Gabriele Dell'Utri                              | Bruna Lelli                      |
| 1963 | A New Orleans                 | Filibello e Miki Del Prete                      | Cosimo Di Ceglie e Deani                        | Adriano Celentano                |
| 1963 | Cambiati la faccia            | Filibello                                       | Pietro Faleni e Aldo Valleroni                  | Noris De Stefani                 |
| 1964 | E si nun fosse vero?          | Filibello e Pinchi                              | Gino Ingrosso e Fanciulli                       | Aura D'Angelo e Enzo Jannace     |
| 1972 | Un demone dal volto d'angelo  | Filibello                                       | Maria Rosaria Donadio                           | Tina Polito                      |

## Gli interpreti di Bianco Natale
- 1961: Peppino Di Capri (45 giri Bianco Natale/Jingle bells)
- 1969: Al Bano (45 giri Bianco Natale/Mille cherubini in coro)
- 1973: Fred Bongusto (45 giri White Christmas/Natale dura un giorno)
- 1984: I Cavalieri del Re (33 giri Baby Christmas Dance)
- 2008: Irene Grandi (CD Canzoni per Natale)
- 2009: Cristina D'Avena (CD Magia di Natale)